# Leonid Butkevich
Leonid Vladímirovich Butkevich (en ruso: Леони́д Влади́мирович Бутке́вич; Jotlino, 25 de marzo de 1918 – Yessentuki, 12 de noviembre de 1985) fue un francotirador soviético que combatió en las filas del Ejército Rojo durante la Segunda Guerra Mundial, en el transcurso de dicho conflicto mató personalmente a unos 325 enemigos. En 1943 fue galardonado con el título de Héroe de la Unión Soviética.

## Biografía
Nació el 25 de marzo de 1918 en el seno de una familia de campesinos bielorrusos en la aldea de Jotlino —actualmente situada en el óblast de Vítebsk en Bielorrusia—. En 1935 se graduó en la escuela técnica de ferroviarios antes de convertirse en director de la estación de Kolodnya. Practicó tiro al blanco en el club que la asociación paramilitar OSOAVIAJIM tenía en la localidad, lo que posteriormente le resultó útil cuando se unió al ejército. En 1937 fue reclutado por el Ejército Rojo y participó en la invasión soviética de Polonia.
Desde el inicio de la invasión alemana de la Unión Soviética, Butkevich estuvo en primera línea combatiendo al enemigo. Demostró ser un hábil francotirador y mostró gran valentía en las batallas por el Cáucaso y Crimea, llegando a ser comandante de pelotón. El 30 de octubre de 1942, recibió la Orden de la Bandera Roja por matar a noventa y tres enemigos y entrenar a otros veinticinco francotiradores.
En julio de 1943 fue nominado para el título de Héroe de la Unión Soviética por matar personalmente a 315 enemigos como francotirador y entrenar a cincuenta francotiradores, y el 25 de octubre de 1943 le fue otorgado el título. Para el final de la guerra, había matado al menos a 325 oficiales y soldados alemanes, aunque las estimaciones de su número total de muertes varían según las fuentes, generalmente alrededor de 300. La revista Ogoniok, número 23-24 de 1944, le atribuyó 450 muertes, pero esta cifra generalmente se considera dudosa.
Tras ser desmovilizado del ejército en diciembre de 1945, fijó su residencia en Yessentuki donde trabajó como director de un taller de fotografía. Falleció el 12 de noviembre de 1985.

## Condecoraciones
|  | Héroe de la Unión Soviética (25 de octubre de 1943)                               |
|  | Orden de Lenin (25 de octubre de 1943)                                            |
|  | Orden de la Bandera Roja (30 de octubre de 1942)                                  |
|  | Orden de la Guerra Patria de 1.er grado                                           |
|  | Medalla Conmemorativa por el Centenario del Natalicio de Lenin «Al valor militar» |